# Charles Townshend (1725–1767)
Charles Townshend, född den 29 augusti 1725, död den 4 september 1767, var en brittisk statsman, bror till George Townshend, 1:e markis Townshend, kusin till Thomas Townshend, 1:e viscount Sydney, sonson till Charles Townshend, 2:e viscount Townshend.
Townshend blev 1747 ledamot av underhuset, där han snart tog regeringens parti. Han erhöll därför ämbeten samt blev 1754 amiralitetslord, vilken befattning han dock förlorade 1755 efter ett häftigt anfall mot ministärens politik.   
På våren 1757 blev Townshend, sedan Pitt kommit till makten, medlem av Privy council, men övergick - utan politisk hållning som han till synes var - efter Pitts fall till Bute.   
Townshend blev 1761 statssekreterare för krigsärenden samt i februari 1763 statssekreterare för kolonierna och president i Board of Trade. Han uppträdde nu som ivrig förespråkare för den åsikten, att kolonierna i Nordamerika skulle beskattas av Englands parlament och stå i största beroende av kungamakten.
Townshends förslag förkastades dock, och han tvangs att avgå (mars 1763), men kom snart åter in i kabinettet och genomdrev med Grenville dennes bekanta stämpelskatt (1765), vilken blev inledningen till de förvecklingar, som kostade England dess amerikanska kolonier.   
Townshend satt även i Rockinghams (1765-1766) och, som skattkammarkansler, i Chathams ministärer samt vann under den senares sjuklighet allt större inflytande, som han alltjämt använde till vad eftervärlden bedömer som koloniernas skada.    
Det var sålunda han, som genomdrev billen om importtull på en mängd varor (glas,  papper,  te med mera), som kolonierna i Amerika måste införa (1767), den lag som framkallade de första våldsamheterna från koloniernas sida. Townshend var en kvick och effektfull debattör, men saknade i hög grad konsekvens och urskillning.